# مز آیو
مِز آیو ([Mes Aïeux] Error: {{Lang-xx}}: متن دارای نشانه‌گذاری ایتالیک است (راهنما) به معنیِ نیاکان من) گروه موسیقی نوسنت‌گرای (Néo-trad) کانادایی است که سال ۱۹۹۶ در کِبِک شکل گرفت. این گروه اغلب از قصه‌ها و حکایت‌های فولکلور با چاشنی فکاهی برای ساخت ترانه‌هایی فرانسوی‌زبان بهره‌می‌گیرد.